# Hiéroglyphe égyptien E16
Le hiéroglyphe égyptien E16 (chien couché sur une chapelle) est classifié dans la section E « Mammifères » de la liste de Gardiner ; il y est noté E16.

## Représentation
Il représente un chien couché sur une chapelle qui comme Anubis est surement une composition de diverses espèces de chien et de chacals errant dans les nécropoles. Il est translittéré jnpw ou ḥry sštȝ.

## Utilisation
| i | n · p | w | E15 |

| i | n · p | w | E15 |

| Hr · r | s | S · t · U30 | A | Y1 · Z2 |

| Hr · r | s | S · t · U30 | A | Y1 · Z2 |